# خسوس والنسوئلا
خسوس والنسوئلا (اسپانیایی: Jesús Valenzuela‎؛ زادهٔ ۲۴ نوامبر ۱۹۸۳) داور فوتبال اهل ونزوئلا است. وی از سال ۲۰۱۱ در لیگ دسته اول فوتبال ونزوئلا و از سال ۲۰۱۳ در مسابقات بین‌المللی سوت میزند میکند.